# Минеев, Максим Игоревич
Максим Игоревич Минеев (род. 26 июня 1997, Нерюнгри, Якутия) — российский хоккеист, защитник. Мастер спорта России (2025).

## Биография
Сын детского хоккейного тренера. Встал на коньки в четыре года, через несколько лет стал заниматься хоккеем. В 10 лет с отцом переехал в Омск, стал заниматься в системе «Авангарда». С сезона 2014/15 — игрок команды МХЛ «Омские ястребы». 25 августа 2016 в домашнем матче против «Автомобилиста» (3:1) дебютировал в КХЛ в составе «Авангарда»; 17 сентября провёл ещё один матч. Следующий сезон отыграл за «Авангард». Сезон 2018/19 начал в составе фарм-клуба «Югра» из ВХЛ. 30 ноября был обменян в «Северсталь» на денежную компенсацию, подписал двусторонний контракт до конца сезона. Провёл 8 матчей и 26 декабря был обменян в московское «Динамо». Сыграл до конца сезона 5 матчей в КХЛ и два — за «Буран» в ВХЛ.
21 мая 2019 года был обменян в «Авангард», 24 июля подписал двусторонний контракт с нижегородским «Торпедо». Провёл в сезоне 14 матчей в КХЛ и 8 — за «Торпедо-Горький» в ВХЛ.26 мая 2020 года был обменян на денежную компенсацию в «Сочи», сыграл в сезоне 17 матчей в КХЛ и 10 — за «Ижсталь» в ВХЛ.
Летом 2021 года, находясь на пробном контракте, провёл один матч за казахстанский «Барыс». Сезон 2021/22 отыграл в клубе ВХЛ «Сокол» Красноярск. 31 августа 2022 года подписал двусторонний однолетний контракт с «Барысом». Провёл два матча в КХЛ и два — за «Номад» в чемпионате Казахстана и ноябре вернулся в «Сокол». 18 мая 2023 года заключил двухлетнее двустороннее соглашение с вернувшейся в КХЛ тольяттинской «Ладой». В сезоне 2024/25 провёл два матча, и 1 октября клуб расторг контракт. Вскоре Минеев перешёл в клуб ВХЛ «Металлург» Новокузнецк.